# TSV Schott Maguncia
El TSV Schott Mainz es un equipo de fútbol de Alemania que juega en la Regionalliga Südwest, una de las ligas regionales que conforman la cuarta división de fútbol en el país. Es un club multideportivo que cuenta con representación en más de 30 deportes y que es patrocinado por la corporación Schott AG.

## Historia
Fue fundado en el año 1953 en la ciudad de Maguncia de Renania-Palatinado con el nombre TuS Glaswerk Schott Mainz. El club de fútbol logra el ascenso a la Segunda Amateurliga en 1962, categoría en la que se mantuvo hasta su descenso en 1969.
El club pasa los siguientes cuarenta años en las divisiones aficionadas hasta su retorno a la competición a nivel nacional luego de que gana el título de la Kreisliga en 2008, el primero de cuatro campeonatos y ascensos obtenidos de manera consecutiva. En 2014 logra el ascenso a la Oberliga Rheinland-Pfalz/Saar, jugando por primera vez en su historia en la quinta categoría del fútbol alemán.
En la temporada 2016/17 logra el ascenso a la Regionalliga Südwest como campeón de liga.

## Palmarés
- Oberliga Rheinland-Pfalz/Saar: 3

2017, 2023, 2025
- Verbandsliga Südwest: 1

2014
- Landesliga Südwest-Ost: 1

2011
- Bezirksliga Rheinhessen: 1

2010
- Bezirksklasse Rheinhessen-Nord: 1

2009
- Kreisliga Mainz-Bingen-West: 1

2008